# Cymbopogon tortilis
Cymbopogon tortilis är en gräsart som först beskrevs av Jan Svatopluk Presl, och fick sitt nu gällande namn av Aimée Antoinette Camus. Cymbopogon tortilis ingår i släktet Cymbopogon, och familjen gräs. Inga underarter finns listade i Catalogue of Life.